# Djenné
La ciutat de Djenné, també coneguda com a Dienné, Jenne o Yenné, és un històric enclavament comercial situat al delta interior del riu Níger, a prop de la confluència dels rius Bani i Níger, en la part central de l'actual Mali. Va ser, al costat de Timbuctu i Mopti, una de les grans ciutats del Sudan. La seva fundació data del segle ix, i el seu apogeu com a empori comercial va tenir lloc en els segles XIV-XVI, quan va pertànyer successivament als imperis de Mali i Songhai. Per llavors, Djenné ja s'havia islamitzat i en el seu centre es trobava construïda la Gran mesquita, el monument més excel·lent de l'arquitectura sudanesa. En el passat, la ciutat va ser centre de comerç i ensenyament. La ciutat és famosa per la seva característica arquitectura a base de maons de tova. El seu nom derivaria de Dianna que vol dir 'Petita Dia' (Dia és una altra ciutat a 70 km al nord-oest).

## Geografia
La ciutat de Djenné es troba a la regió de Mopti, situada en la part central de Mali, al delta interior del riu Níger. La ciutat és capital de la subdivisió administrativa del Cercle de Djenné, que inclou uns 160.000 habitants. Djenné es troba a la part oriental del riu Bani, que passa per la ciutat, mentre que el riu Níger passa pel seu nord-oest, i conflueixen ambdós en un lloc proper.

## Art i monuments

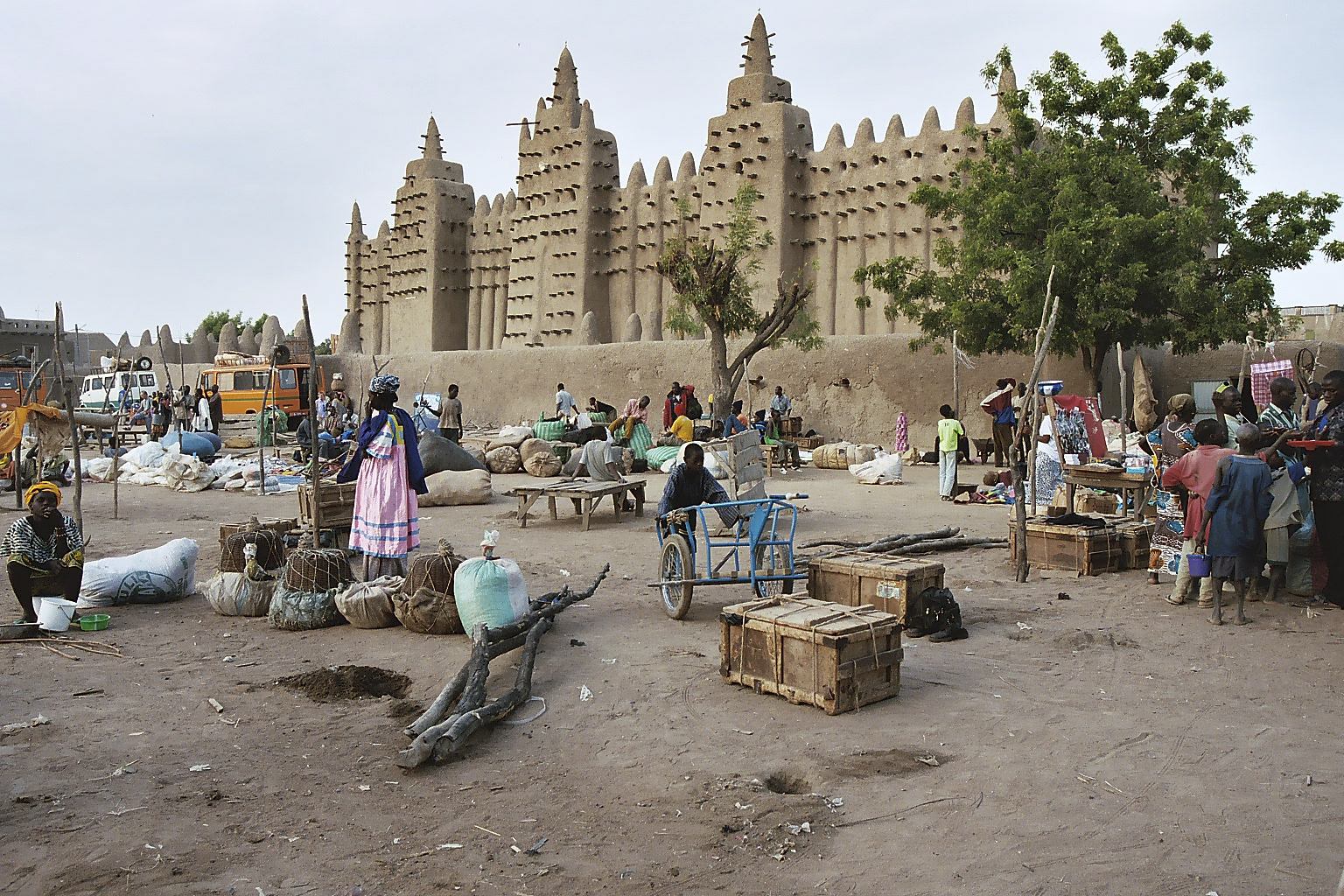
Djenné

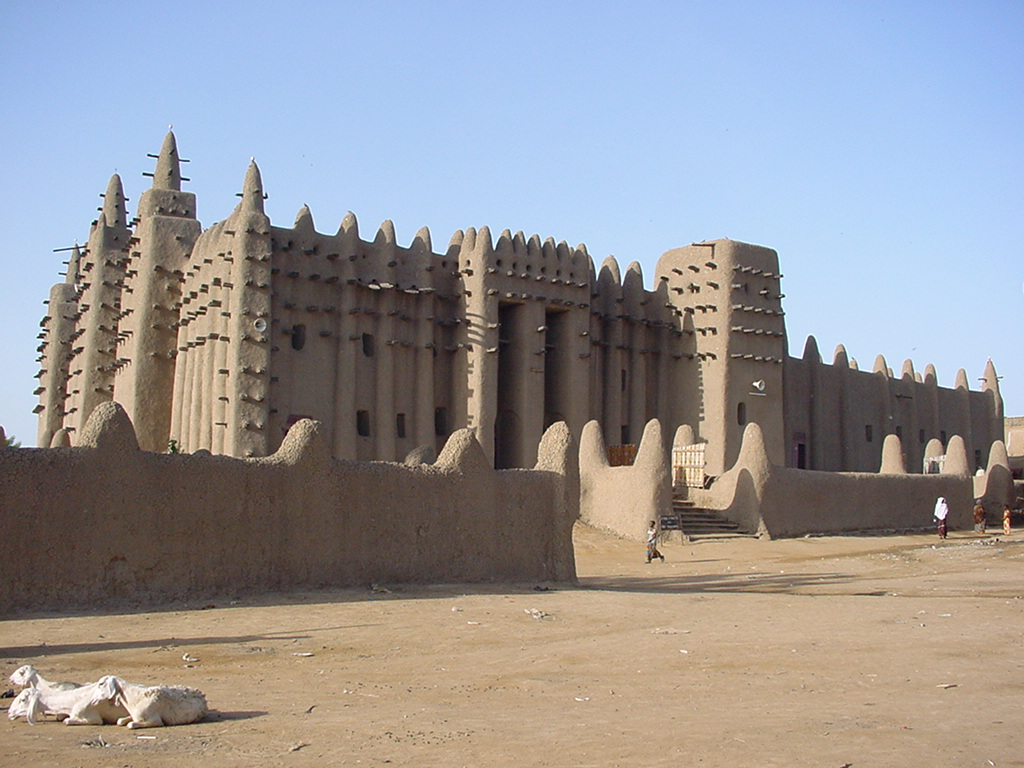
Gran mesquita

El centre històric de la ciutat de Djenné, juntament amb diversos jaciments arqueològics dels voltants, que representen etapes anteriors del poblament de la regió, ha estat declarat Patrimoni de la Humanitat de la UNESCO en 1988:
- Djenné-Djeno (antiga Djenné) (13° 53′ 32.6″ N, 4° 32′ 22.3″ O / 13.892389°N,4.539528°O)
- Kaniana (13° 54′ 53.7″ N, 4° 34′ 7.9″ O / 13.914917°N,4.568861°O)
- Tonomba (13° 54′ 23.2″ N, 4° 32′ 51.8″ O / 13.906444°N,4.547722°O)
- Djenné (13° 54′ 23″ N, 4° 33′ 18″ O / 13.90639°N,4.55500°O)
- Hambarketolo (13° 53′ 43.1″ N, 4° 32′ 23.3″ O / 13.895306°N,4.539806°O)

## Història
L'arqueologia ha aportat dades sobre la ciutat. Originàriament fou construïda a uns 2 km al sud-est de la seva posició actual, al lloc anomenat Djenné-jeno o Djoboro. El primer establiment data de vers el 200 aC i el seu desenvolupament cap a un gran centre emmurallat es va produir al segle ix. Sembla que vers el 1100 la població va entrar en decadència i el lloc fou abandonat, igual que altres establiments de la regió; les causes no se'n coneixen, però fou repoblada posteriorment.
Dues cròniques fan referència a Djenné. Al-Sadi, en la seva Tarikh al-Sudan (escrita el 1655), diu que la ciutat fou atacada 99 vegades i mai conquerida. La Tarikh al-Fattash, en canvi, diu que el cap de Djenné va estar entre els humils vassalls de l'emperador de Mali. La fundació de la ciutat és fixada a la Tarikh al-Sudan el 767 i la seva islamització el 1106. M. Delafosse creu que l'establiment (que seria el segon) es va produir vers el 1250 i la islamització vers el 1300. El cap local Konboro es va convertir a l'islam i la seva descendència va conservar el poder fins a la conquesta de Soni Ali de l'Imperi Songhai el 1467, després d'un setge que hauria durat 7 mesos i 7 dies; la vídua del cap local es va casar amb Soni Ali. Sota aquest imperi, Djenné fou probablement un estat tributari i fou llavors quan va esdevenir un centre comercial important.
El portuguès Valentim Fernandes la va visitar el 1506. Lleó l'Africà la descriu després el 1525 amb el nom de Ghinea. La prosperitat fou la característica del segle xvi i encara es va allargar als segles següents.
El 1591, després de la batalla de Tondibi, en la que va destruir l'imperi Songhai, Timbuctu va ser conquerida pels marroquins i el caid va imposar la seva sobirania a Djenné, sent atacada per l'imperi de Mali, que va ser derrotat en la batalla de Djenné en 1599, i destruït en conseqüència. Un pasha marroquí fou nomenat a la ciutat i més tard substituït per un hakim assistit per un amin o tresorer i un caid cap de les tropes. La vila va continuar amb la seva prosperitat, que va continuar encara quan es va produir la decadència de Timbuctu al segle xviii. Protegida per les maresmes, es va poder sostenir contra els atacs bambara, que segurament la van dominar en diversos moments entre 1670 i 1818.
El 1818, Shaykh Ahmadu (Ahmadu Lobbo) va fundar l'Imperi peul de Massina i va conquerir Djenné després d'un setge. Va expulsar part de la població, va construir una nova mesquita (modernament una escola) i va deixar arruïnar-se l'antiga. Va deixar autonomia a la ciutat, però hi tingué un representant, l'amiru mangal, que era un cap militar. El 1828 la va visitar René Caillié. El domini peul va durar fins a 1861, quan la ciutat fou ocupada pel tokoleur al-Hadjdji Umar.
Finalment, el 1893 fou ocupada pel coronel Archinard per a França. La ciutat, aïllada al mig de les maresmes, i sense l'avantatge de la seva posició pel comerç, que ara, per la pau es podia fer arreu, va entrar en una fonda decadència. Mopti la va substituir com a centre comercial i Djenné va esdevenir un simple mercat regional de segon ordre i cap d'un districte del Sudan Francès i després de la República del Níger.